# Élections générales espagnoles de 2004 à Ceuta
Les élections générales espagnoles de 2004 (en espagnol : Elecciones generales de España de 2004) se sont tenues le dimanche 14 mars 2004 afin d'élire les 350 députés et 208 des 266 sénateurs de la VIIIe législature des Cortes Generales. 1 député est élu à Ceuta.